# Zofia Tarnowska
Zofia Ostrogska née Tarnowska en 1534 et décédée en 1570, est une noble polonaise, fille du Grand Hetman de la Couronne Jan Amor Tarnowski et de Zofia née Szydłowiecka.

## Biographie
Zofia épouse le prince Konstanty Wasyl Ostrogski et ont cinq enfants :
- Elżbieta Ostrogska (décédée en 1599), mariée au voïvode de Brest-Litovsk Jan Janusz Kiszka puis à Krzysztof Mikołaj Radziwiłł en 1593
- Janusz Ostrogski (1554-1620), marié à Zuzanna Seredi, Katarzyna Lubomirska et Teofilia Tarło
- Katarzyna Ostrogska (1560–1579), mariée à Krzysztof Mikołaj Radziwiłł en 1578
- Konstanty Ostrogski (décédée en 1588), marié à Aleksandra TyszkiewiczLeliwa
- Oleksander Ostrogski (1571-1603), marié à Anna Kostka Dąbrowa